# Gentianinae
Gentianinae es una subtribu de plantas con flores perteneciente a la familia de las gentianáceas.  El género tipo es: Gentiana L.

## Géneros
- Calathiana Delarbre = Gentiana L.
- Chondrophylla A. Nelson = Gentiana L.
- Ciminalis Adans. = Gentiana L.
- Crawfurdia Wall.
- Dasystephana Adans. =~ Gentiana L.
- Ericala Gray, orth. var. = Gentiana L.
- Eurythalia D. Don, orth. var. = Gentiana L.
- Favargera Á. Löve & D. Löve = Gentiana L.
- Gentiana L.
- Gentianodes Á. Löve & D. Löve =~ Gentiana L.
- Holubogentia Á. Löve & D. Löve = Gentiana L.
- Kuepferella M. Laínz = Gentiana L.
- Kurramiana Omer & Qaiser =~ Gentiana L.
- Mehraea Á. Löve & D. Löve = Gentiana L.
- Metagentiana T. N. Ho et al. ~ Crawfurdia Wall.
- Pneumonanthe Gled. = Gentiana L.
- Qaisera Omer = Gentiana L.
- Tretorhiza Adans. = Gentiana L.
- Tripterospermum Blume ~ Crawfurdia Wall.
- Ulostoma G. Don = Gentiana L.